# Рябов, Фёдор Андреевич
Фёдор Андре́евич Ря́бов (20 января 1914, Тартышево, Уфимская губерния — 5 февраля 1962, Тартышево, Башкирская АССР) — бригадир тракторной бригадой Базановской МТС БАССР. Герой Социалистического Труда. Депутат Верховного Совета Башкирской АССР третьего созыва (1951—1955). Участник Великой Отечественной войны.

## Биография
Федор Андреевич Рябов родился 20 января 1914 г. в д. Тартышево (ныне — Бирского района Республики Башкортостан).
Образование — начальное.
Трудовую деятельность начал в 1929 г. в колхозе «Красные бугры» Бирского района. В 1937—1938 гг. учился на курсах трактористов при Базановской МТС. С 1938 г. работал помощником бригадира, бригадиром тракторной бригады Базановской МТС.
В сентябре 1942 г. Фёдор Андреевич был призван в ряды Красной Армии, участвовал в Великой Отечественной войне, воевал на Ленинградском фронте. С мая 1944 г., после демобилизации, руководил тракторной бригадой Базановской МТС.
В 1946 г. бригада в колхозах «Борец» и «Чулпан» вспахала 240 гектаров паров при плане 180, в лучшие агротехнические сроки, с 1 по 10 августа, провела сев озимых культур. На вспашке зяби вместо 90 гектаров по плайу подняла 180. Замечательные успехи принес бригаде 1947 г.: полевые работы были проведены в срок — с 24 апреля по 15 мая. На полях колхозов «Борец» и «Чулпан», закрепленных за бригадой, урожай составил 15,8 центнера с гектара, а на площади 183 гектара собрали 22,07 центнера с гектара.
За получение урожая ржи по 22,07 центнера с гектара на площади 183 гектара Указом Президиума Верховного Совета СССР от 2 апреля 1948 г. Ф. А. Рябову присвоено звание Героя Социалистического Труда.
До 1962 г. работал бригадиром тракторной бригады в колхозе имени Ильича Бирского района.
Депутат Верховного Совета Башкирской АССР третьего созыва (1951—1955).
Правлением колхоза имени Ильича Бирского района РБ учрежден кубок имени Ф. А. Рябова для поощрения трудового коллектива.
Рябов Фёдор Андреевич умер 5 февраля 1962 года.

## Награды
- Герой Социалистического Труда (1948)
- орден Ленина (1948)